# Entrevías (serie de televisión)
Entrevías es una serie de televisión española de Mediaset España para Telecinco creada por David Bermejo con Aitor Gabilondo de productor ejecutivo, y protagonizada por José Coronado, Nona Sobo, Luis Zahera y Felipe Londoño. Consta de cuatro temporadas y treinta y dos episodios emitidos entre 2022 y 2024.
La serie se estrenó en abierto el 1 de febrero de 2022 y, de forma casi inmediata, el 29 de marzo de ese año se estrenó la segunda temporada. Posteriormente, se renovó para una tercera temporada que se estrenó el 10 de octubre de 2023 y, al mismo tiempo, se reveló que una cuarta y última temporada ya estaba en producción. Esta última temporada se emitió entre septiembre y octubre de 2024.
La serie también se incluyó entre el catálogo de Netflix y, para marzo de 2024, la serie alcanzó el primer puesto mundial de series más vistas de habla no inglesa de la plataforma.

## Sinopsis
El amor es el motor de todas las acciones que se cruzan en la serie, aunque no lo parezca a primera vista: el excapitán de infantería de la 3° Compañía Tirso Abantos (José Coronado) es un exmilitar, veterano de guerra y con un claro síndrome de trastorno por estrés postraumatico, condecorado con la Cruz al Mérito Militar con distintivo blanco en la guerra de Bosnia que regenta una ferretería en el barrio de Entrevías de Madrid. Solitario, frío, calculador y poco dado a mostrar afecto, tras un incidente familiar relacionado con su nieta, se ve obligado a encargarse durante un tiempo de ella, Irene Abantos (Nona Sobo), una joven novia de origen vietnamita, contestona y con espíritu de rebelde moderna a la que la hija de Tirso (Jimena Abantos) es incapaz de controlar.
El choque entre un «cabronazo de la vieja escuela» del abuelo y «el espíritu rebelde» de la nieta es total y la convivencia se complica desde el primer momento, no solo por el carácter de ambos, sino por las malas compañías que frecuenta Irene en el barrio y por su decisión de fuga, a cualquier precio, con su adorado pandillero colombiano Nelson Gutiérrez (Felipe Londoño), íntimo amigo de «Loko», un líder pandillero del barrio. En su intento por enderezarla y darle disciplina, Tirso se verá forzado a dejar su rutina de ferretero y se convertirá en un 'héroe por accidente' junto a sus dos compañeros del ejército, Pepe y Sanchís, que les plantará cara a los pandilleros que se están apoderando de las calles de Entrevías, a sabiendas de que este rol solo le traerá problemas. En su cruzada le ayudará el subinspector de la Policía Nacional Ezequiel Fandiño (Luis Zahera), un agente de policía que lleva en Entrevías quince años, un poli corrupto, simpático, sarcástico, burlón y socarrón que no dudará en aprovecharse de la ira de Tirso para sacar tajada y poder convertirse de nuevo en el verdadero 'rey' de Entrevías, un barrio en el que demasiadas cosas han cambiado, pero no tantas como para que Tirso no quiera acabar sus días en él.

## Reparto
| Intérprete           | Personaje                     | Temporada  | Temporada             | Temporada             | Temporada             |
| Intérprete           | Personaje                     | 1          | 2                     | 3                     | 4                     |
| -------------------- | ----------------------------- | ---------- | --------------------- | --------------------- | --------------------- |
| José Coronado        | Tirso Abantos                 | Principal  | Principal             | Principal             | Principal             |
| Luis Zahera          | Ezequiel Fandiño              | Principal  | Principal             | Principal             | Principal             |
| Nona Sobo            | Irene Sánchez Abantos         | Principal  | Principal             | Principal             | Invitada              |
| Felipe Londoño       | Nelson Gutiérrez              | Principal  | Principal             | Principal             | Secundario            |
| Laura Ramos          | Gladys                        | Secundaria | Principal             | Principal             | Principal             |
| Manolo Caro          | Sanchís                       | Secundario | Secundario            | Secundario            | Secundario            |
| Manuel Tallafé       | Pepe                          | Secundario | Secundario            | Secundario            | Secundario            |
| Itziar Atienza       | Amanda Martos                 | Principal  | Principal             | Secundaria            | Principal             |
| María de Nati        | Nata                          | Secundaria | Principal             | Invitado              |                       |
| Franky Martín        | Sandro Salazar                | Secundario |                       |                       |                       |
| María Molins         | Jimena Abantos                | Secundaria | Principal             | Principal             | Principal             |
| Miguel Ángel Jiménez | Santi Abantos                 | Secundario | Secundario            | Secundario            | Secundario            |
| Mariona Terés        | Fanny                         | Invitado   |                       |                       | Invitado              |
| Bruno Lastra         | Iván                          | Invitado   |                       |                       |                       |
| Carmen Esteban       | Alicia Solano                 | Secundaria | Secundaria            | Secundaria            | Secundaria            |
| Adil Koukouh         | Loko                          | Secundario |                       |                       |                       |
| Jordi Sánchez        | Guillermo Salgado             |            | Colaboración especial |                       |                       |
| Michelle Calvó       | Dulce                         |            |                       | Secundaria            | Principal             |
| Óscar Higares        | Antonio Romero                |            |                       | Secundario            | Principal             |
| Álex Medina          | Tente                         |            |                       | Secundario            |                       |
| Natalia Dicenta      | Maricarmen de Abantos 'Maica' |            |                       | Colaboración especial |                       |
| Catalina Sopelana    | Camila                        |            |                       |                       | Secundaria            |
| Juan Pablo Shuk      | René Gutiérrez                |            |                       |                       | Colaboración especial |

## Episodios
| Temporada | Temporada | Episodios | Estreno                 | Final                   | Audiencia media | Audiencia media |
| Temporada | Temporada | Episodios | Estreno                 | Final                   | Espectadores    | Cuota           |
| --------- | --------- | --------- | ----------------------- | ----------------------- | --------------- | --------------- |
|           | 1         | 8         | 1 de febrero de 2022    | 22 de marzo de 2022     | 1 809 000       | 16,4%           |
|           | 2         | 8         | 29 de marzo de 2022     | 17 de mayo de 2022      | 1 663 000       | 15,3%           |
|           | 3         | 8         | 10 de octubre de 2023   | 28 de noviembre de 2023 | 953 000         | 10,0%           |
|           | 4         | 8         | 2 de septiembre de 2024 | 21 de octubre de 2024   | 688 000         | 7,7%            |
| Total     | Total     | 32        | 1 de febrero de 2022    | 21 de octubre de 2024   | 1 278 000       | 12,5%           |

### Primera temporada (2022)
| N.º en serie | N.º en temp. | Título                               | Dirigido por  | Escrito por                                                                                        | Fecha de emisión original | Audiencia         |
| ------------ | ------------ | ------------------------------------ | ------------- | -------------------------------------------------------------------------------------------------- | ------------------------- | ----------------- |
| 1            | 1            | «Un cabronazo de la vieja escuela»   | Iñaki Mercero | David Bermejo                                                                                      | 1 de febrero de 2022      | 2 183 000 (19,7%) |
| 2            | 2            | «Radios estropeadas»                 | Iñaki Mercero | David Bermejo                                                                                      | 8 de febrero de 2022      | 1 950 000 (17,8%) |
| 3            | 3            | «Morder»                             | Iñaki Mercero | David Bermejo                                                                                      | 15 de febrero de 2022     | 1 821 000 (16,8%) |
| 4            | 4            | «Lo que se esconde bajo la alfombra» | Oriol Ferrer  | Víctor Pedreira, Patricia Trueba y David Bermejo                                                   | 22 de febrero de 2022     | 1 659 000 (15,1%) |
| 5            | 5            | «Perro viejo no perrea»              | Oriol Ferrer  | Argumento: Nacho López y David Bermejo Diálogos: Nacho López, Patricia Trueba y David Bermejo      | 1 de marzo de 2022        | 1 736 000 (15,4%) |
| 6            | 6            | «Quien roba a un ladrón»             | Luis Oliveros | Jordi Terradas y David Bermejo                                                                     | 8 de marzo de 2022        | 1 699 000 (15,3%) |
| 7            | 7            | «Los Robin Hood»                     | Luis Oliveros | Argumento: Víctor Pedreira, Jordi Terradas, Patricia Trueba y David Bermejo Guion: Patricia Trueba | 15 de marzo de 2022       | 1 649 000 (15,1%) |
| 8            | 8            | «El último tren»                     | Iñaki Mercero | Argumento: Víctor Pedreira, Jordi Terradas y David Bermejo Guion: Jordi Terradas y Víctor Pedreira | 22 de marzo de 2022       | 1 772 000 (16,2%) |

### Segunda temporada (2022)
| N.º en serie | N.º en temp. | Título                | Dirigido por      | Escrito por | Fecha de emisión original | Audiencia         |
| ------------ | ------------ | --------------------- | ----------------- | --- | ------------------------- | ----------------- |
| 9            | 1            | «Colgar la casaca»    | Iñaki Mercero     | Víctor Pedreira, Patricia Trueba, Jordi Terradas y David Bermejo                                                                             | 29 de marzo de 2022       | 1 632 000 (14,6%) |
| 10           | 2            | «Un vagón olvidado»   | Iñaki Mercero     | Argumento: Víctor Pedreira, Patricia Trueba, Jordi Terradas y David Bermejo Diálogos: Víctor Pedreira y Jordi Terradas                       | 5 de abril de 2022        | 1 643 000 (14,8%) |
| 11           | 3            | «Escuchar al corazón» | Alberto Ruiz Rojo | Víctor Pedreira, Juan Ramón Ruiz de Somavía y Jordi Terradas                                                                                 | 12 de abril de 2022       | 1 428 000 (12,4%) |
| 12           | 4            | «Salto al vacío»      | Alberto Ruiz Rojo | Argumento: Juan Ramón Ruiz de Somavía, Jordi Terradas y David Bermejo Diálogos: Víctor Pedreira, Jordi Terradas y Juan Ramón Ruiz de Somavía | 19 de abril de 2022       | 1 573 000 (15,0%) |
| 13           | 5            | «La cruda verdad»     | Iñaki Mercero     | Argumento: Jordi Terradas y David Bermejo Guion: Víctor Pedreira                                                                             | 26 de abril de 2022       | 1 710 000 (15,7%) |
| 14           | 6            | «Todo por amor»       | Iñaki Mercero     | Argumento: Jordi Terradas, Juan Ramón Ruiz de Somvía y David Bermejo Guion: Juan Ramón Ruiz de Somvía y David Bermejo                        | 3 de mayo de 2022         | 1 702 000 (15,5%) |
| 15           | 7            | «Un polo naranja»     | Alberto Ruiz Rojo | Argumento: Jordi Terradas, Víctor Pedreira y David Bermejo Guion: Víctor Pedreira y David Bermejo                                            | 10 de mayo de 2022        | 1 730 000 (16,2%) |
| 16           | 8            | «Si me matan»         | Alberto Ruiz Rojo | Argumento: Jordi Terradas y David Bermejo Guión: Juan Ramón Ruiz de Somavía, Víctor Pedreira, Jordi Terradas y David Bermejo                 | 17 de mayo de 2022        | 1 883 000 (18,3%) |

### Tercera temporada (2023)
| N.º en serie | N.º en temp. | Título                       | Dirigido por  | Escrito por                    | Fecha de emisión original | Audiencia         |
| ------------ | ------------ | ---------------------------- | ------------- | ------------------------------ | ------------------------- | ----------------- |
| 17           | 1            | «Un palo en el avispero»     | Iñaki Mercero | David Bermejo                  | 10 de octubre de 2023     | 1 040 000 (11,2%) |
| 18           | 2            | «Culpa»                      | Iñaki Mercero | Víctor Pedreira                | 17 de octubre de 2023     | 1 027 000 (10,6%) |
| 19           | 3            | «Llanto»                     | Oriol Ferrer  | Joan Barbero y David Bermejo   | 24 de octubre de 2023     | 925 000 (9,9%)    |
| 20           | 4            | «Machitos violentos»         | Oriol Ferrer  | David Bermejo                  | 31 de octubre de 2023     | 903 000 (9,8%)    |
| 21           | 5            | «Segundas oportunidades»     | Iñaki Mercero | Víctor Pedreira                | 7 de noviembre de 2023    | 908 000 (9,6%)    |
| 22           | 6            | «Lo que dicta la conciencia» | Iñaki Mercero | Joan Barbero                   | 14 de noviembre de 2023   | 913 000 (9,6%)    |
| 23           | 7            | «Un buen muchacho»           | Oriol Ferrer  | Joan Barbero y Víctor Pedreira | 21 de noviembre de 2023   | 1 004 000 (10,4%) |
| 24           | 8            | «El cielo de Entrevías»      | Oriol Ferrer  | David Bermejo                  | 28 de noviembre de 2023   | 906 000 (9,2%)    |

### Cuarta temporada (2024)
| N.º en serie | N.º en temp. | Título                      | Dirigido por  | Escrito por                                                | Fecha de emisión original | Audiencia      |
| ------------ | ------------ | --------------------------- | ------------- | ---------------------------------------------------------- | ------------------------- | -------------- |
| 25           | 1            | «Una razón para levantarme» | Iñaki Mercero | Víctor Pedreira, Natxo López, Joan Barbero y David Bermejo | 2 de septiembre de 2024   | 699 000 (8,7%) |
| 26           | 2            | «Setenta y tres con diez»   | Iñaki Mercero | Natxo López y David Bermejo                                | 9 de septiembre de 2024   | 624 000 (7,3%) |
| 27           | 3            | «Ganar todas las guerras»   | Oriol Ferrer  | Víctor Pedreira y David Bermejo                            | 16 de septiembre de 2024  | 682 000 (7,2%) |
| 28           | 4            | «Pactar con el diablo»      | Oriol Ferrer  | Joan Barbero y David Bermejo                               | 23 de septiembre de 2024  | 682 000 (8,4%) |
| 29           | 5            | «Mudanzas»                  | Iñaki Mercero | Víctor Pedreira y David Bermejo                            | 30 de septiembre de 2024  | 711 000 (8,9%) |
| 30           | 6            | «Tenerle miedo al miedo»    | Iñaki Mercero | Víctor Pedreira y David Bermejo                            | 7 de octubre de 2024      | 622 000 (7,6%) |
| 31           | 7            | «Inocente»                  | Oriol Ferrer  | Víctor Pedreira y David Bermejo                            | 14 de octubre de 2024     | 681 000 (8,2%) |
| 32           | 8            | «El destino de un soldado»  | Oriol Ferrer  | David Bermejo                                              | 21 de octubre de 2024     | 810 000 (9,8%) |

## Premios
- Premio Especial de Series del Festival Internacional de Cine de Almería 2024. [38][39]

## Discrepancias de los vecinos de Entrevías
Aunque muchos vecinos de Entrevías estaban espectantes a lo que la serie podía contar sobre su barrio, una vez se estrenó el primer capítulo de la serie, asociaciones de vecinos como La Viñaprotestaron sobre la imagen que se daba del barrio vallecano. Si bien en los años 70, 80 y 90 Entrevías sufrió el azote de la droga por el desarrollo de poblados como La Celsa, no es cierto que Entrevías sea un barrio donde proliferen las bandas latinas o haya tenido en su historia un problema real con la prostitución. Al día de hoy, es más un barrio residencial donde conviven emigrantes de otras zonas de España con residentes de origen extranjero, además de los nacidos en el propio barrio.